# Nikoletta Papp
Nikoletta Papp (* 23. Juli 1996 in Budapest, Ungarn, geborene Nikolett Kiss) ist eine ungarische Handballspielerin, die für die ungarische Nationalmannschaft aufläuft.

## Karriere

### Im Verein
Papp begann das Handballspielen im Alter von zehn Jahren bei Vecsés SE. Im Jahr 2011 wechselte sie in die Jugendabteilung von Ferencváros Budapest. Die Rückraumspielerin lief in der Saison 2014/15 für die zweite Mannschaft von Győri ETO KC auf. Daraufhin schloss sich Papp dem ungarischen Erstligisten Mosonmagyaróvári KC SE an, den sie zwei Jahre später in Richtung des Ligakonkurrenten Érd NK verließ. Papp stand ab dem Sommer 2020 beim ungarischen Erstligisten Siófok KC unter Vertrag, mit dem sie in der Saison 2020/21 im Finale der EHF European League stand. Da Siófok KC im Jahr 2023 seine Mannschaft aus wirtschaftlichen Gründen umstrukturieren musste, wechselte sie zum rumänischen Erstligisten SCM Gloria Buzău. Nachdem SCM Gloria Buzău seine Mannschaft im Januar 2025 zurückgezogen hatte, schloss sie sich CS Minaur Baia Mare an.

### In Auswahlmannschaften
Papp bestritt am 28. September 2018 ihr Länderspieldebüt für die ungarische A-Nationalmannschaft gegen Montenegro. Mit der ungarischen Auswahl belegte sie den siebten Platz bei den Olympischen Spielen in Tokio. Papp gehörte weiterhin dem ungarischen Aufgebot bei der Weltmeisterschaft an. Sie erzielte im Turnierverlauf sechs Treffer. Papp gehörte dem Kader der ungarischen Auswahl bei den Olympischen Spielen 2024 in Paris an. Bei der Europameisterschaft 2024 gewann sie die Bronzemedaille.